# Palau de Versalles
El palau de Versalles és el gran palau dels reis de França, a la ciutat que li dona el nom, al departament d'Yvelines (l'Illa de França), a uns 20 km de París. Fou fet construir per Lluís XIII i fet ampliar per ordre de Lluís XIV. La més famosa de les estances és el Saló dels miralls. Lluís XIV va deixar París i va decidir construir Versalles, com una petita ciutat allunyada dels problemes. Tindria diverses etapes constructives, marcades per les amants de Lluís XIV.
- Primera etapa (1661-1668): seria un palau petit de cacera al que se'n van afegir dues ales laterals que, en tancar-se, va conformar la plaça d'armes. Són façanes de maó usant també la pissarra.
- Segona etapa (1668-1678): Lluís XIV pretén traslladar la cort a Versalles definitivament. André Le Nôtre projecta dos ales laterals per donar prioritat visual al jardí. La façana que dona al jardí es construeix seguint el model italià. Té un primer pis de carreus encoixinats. El pis noble és de doble alçària amb crugies reculades jugant amb entrants i sortints i alternant columnes i pilastres. Finalment, el tercer pis, l'àtic, és rematat per una sèrie de figures escultòriques que gairebé no deixen veure la caiguda de la coberta.
- Tercera etapa (1678-1680): es va construir la capella reial a l'ala nord del palau, obra de Mansart. L'edifici és de doble alçada i amb un accés directe al nivell zero des de l'exterior. La tribuna reial està situada el pis principal i era des d'on el rei i la seva família escoltaven la missa.

El 1684, un enginyer liegès, Rennequin Sualem va construir-hi la màquina de Marly que havia de pujar l'aigua del Sena (un desnivell de 163 metres) per a alimentar les fonts dels jardins del castell.

## Versalles durant l'Antic Règim

### El castell vell

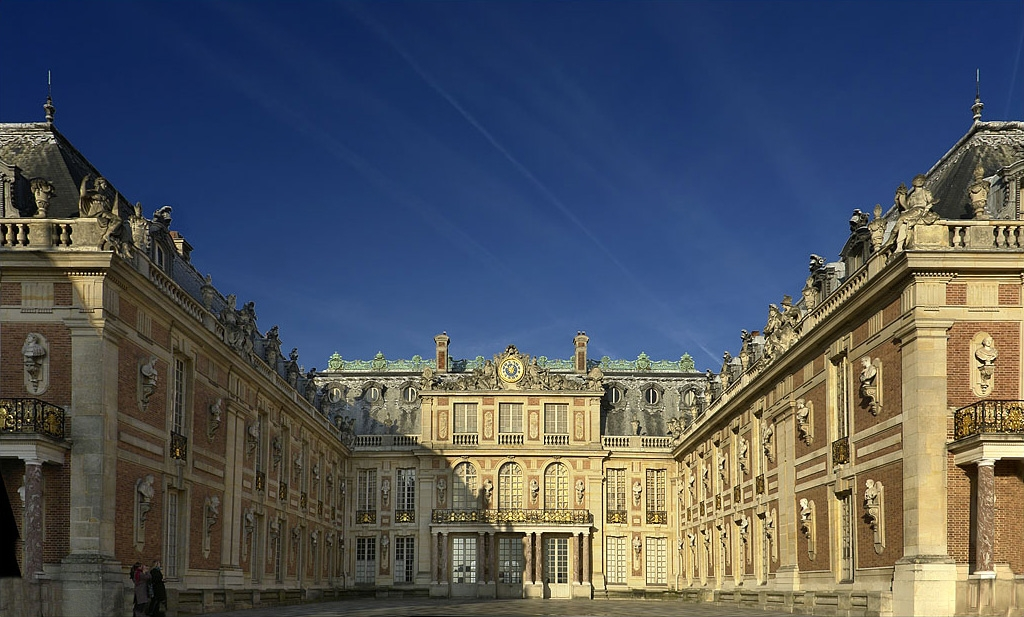
Palau de Versalles.

1623: Lluís XIII va fer construir enmig del bosc, i al costat d'un turó envoltat per dos pantans insalubres, un modest habitatge de maó, pedra i pissarra. Era el seu refugi de caça favorit i, per tant, es va construir un habitatge rústic i utilitari. La disposició dels pavellons i fossats es va fer a semblança d'algunes construccions feudals.
El nou rei va manar edificar un nou habitatge en un terreny que va comprar a Jean de Soisy, del qual era propietari des del segle xiv. En aquesta petita residència, Lluís XIII rebia, de tant en tant, la seva mare Maria de Mèdici i la seva dona Anna d'Àustria, que mai van pernoctar allí sinó que només hi passaven el dia.
El primer "palau" de Versalles es va edificar darrere de l'actual edifici de marbre. L'habitatge principal mesurava 24 m de longitud per 6 de profunditat i, a cada costat, es van construir dues ales baixes. El departament del rei constava d'una petita galeria en la qual penjava un quadre que representava la batalla de La Rochelle. A continuació hi havia quatre sales, les parets estaven recobertes de tapisseries. L'habitació del rei ocupava el cos central de l'edifici.
1630: l'11 de novembre, el cardenal Richelieu va anar a Versalles, en secret, per informar el rei d'una conspiració que s'estava forjant i que fomentava la reina mare. Aquesta conspiració es coneixeria més tard amb el nom de Dia dels enganyats. Richelieu va ser nomenat primer ministre i la reina mare va ser exiliada.
1632: el 8 d'abril, Lluís XIII va comprar el domini de Versalles a Jean-François de Gondi, arquebisbe de París, oncle del cardenal de Retz i hereu del duc Albert de Gondi, per tal d'ampliar el complex.

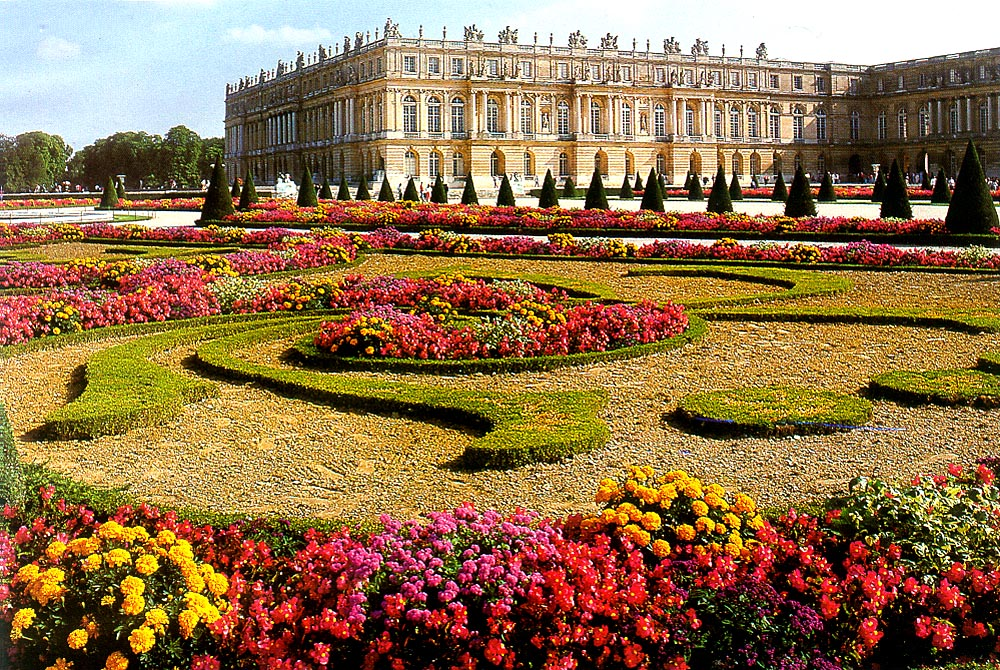
Façana sud-oest del palau.

El 26 de maig van començar els primers treballs d'ampliació, que van ser dirigits per l'enginyer arquitecte Philibert Le Roy.
1634: es van acabar les obres i Lluís XIII va prendre possessió dels seus nous departaments.
A partir del 1636, el rei va multiplicar les seves estades aprofitant-se del confort de la seva nova mansió, així com de l'encant dels seus jardins. Aquests van ser estructurats "a la francesa" per Boyceau i Menours, amb decoracions arabesques i entrellaçats.
1643: sentint-se morir, Lluís XIII va confessar: "Si Déu em torna la salut, tan aviat com el meu delfí tingui edat de muntar a cavall i tingui la majoria d'edat, el posaré en el meu lloc i jo em retiraré a Versalles amb quatre dels nostres frares perquè m'entretinguin amb xerrades divines". El 14 de maig va morir. Versalles va romandre en silenci durant divuit anys.

## Lluís XIV
Al principi del seu regnat, Lluís XIV no trobava cap mansió reial que el complagués plenament. Vivia a París: al Palau Reial, al Louvre, a les Teuleries. Va provar de quedar-se a Vincennes i a Saint-Germain-en-Laye, i va passar una temporada al palau de Fontainebleau. El rei comparava els avantatges i els inconvenients d'aquests palaus i, per pal·liar les seves incomoditats, va realitzar importants reformes però en cap d'ells va arribar a sentir-se còmode.
1651: el rei va efectuar la seva primera visita a Versalles.
1660: el 25 d'octubre, Lluís XIV va portar a Versalles la seva esposa, la reina Maria Teresa d'Àustria.
1661: s'inicien els nous treballs d'ampliació després de la mort del cardenal Mazzarino. Del 1661 al 1662, el rei va invertir un milió cent mil lliures. La decisió de Lluís XIV d'edificar en el lloc en què estava el petit palau del seu pare un dels més sumptuosos palaus d'Europa va ocasionar dures crítiques entre els cortesans. Queden testimonis d'aquestes secretes oposicions, el lloc no estava ben escollit: "Versalles: lloc ingrat —va escriure Claude-Henri de Rouvroy, comte de Saint-Simon—, trist, sense vida, sense bosc, sense aigua, sense terra, sembla que tot són arenes movedisses i pantanoses, sense aire; en conseqüència: no és bo".
Louis Le Vau, l'arquitecte del castell de Vaux-le-Vicomte, va ser l'encarregat de reconstruir les dependències, Charles Errard i Noël Coypel van començar els treballs de decoració de les estances, mentre que André Le Nôtre va crear l'hivernacle i el zoològic. En aquesta època, Versalles no era més que una residència de plaer on als jardins se celebraven les festes, mentre el Louvre era oficialment el palau reial. En una carta cèlebre, Colbert es lamentava de l'abandó en què Lluís XIV tenia el Louvre:
"Durant el temps que [Vostra Majestat] ha dispensat grans sumes en aquesta mansió, ha oblidat el Louvre, que és, certament, el més bell palau que hi ha al món […] Oh, quina tristesa […] que el rei més gran sigui mesurat en comparació amb Versalles!"

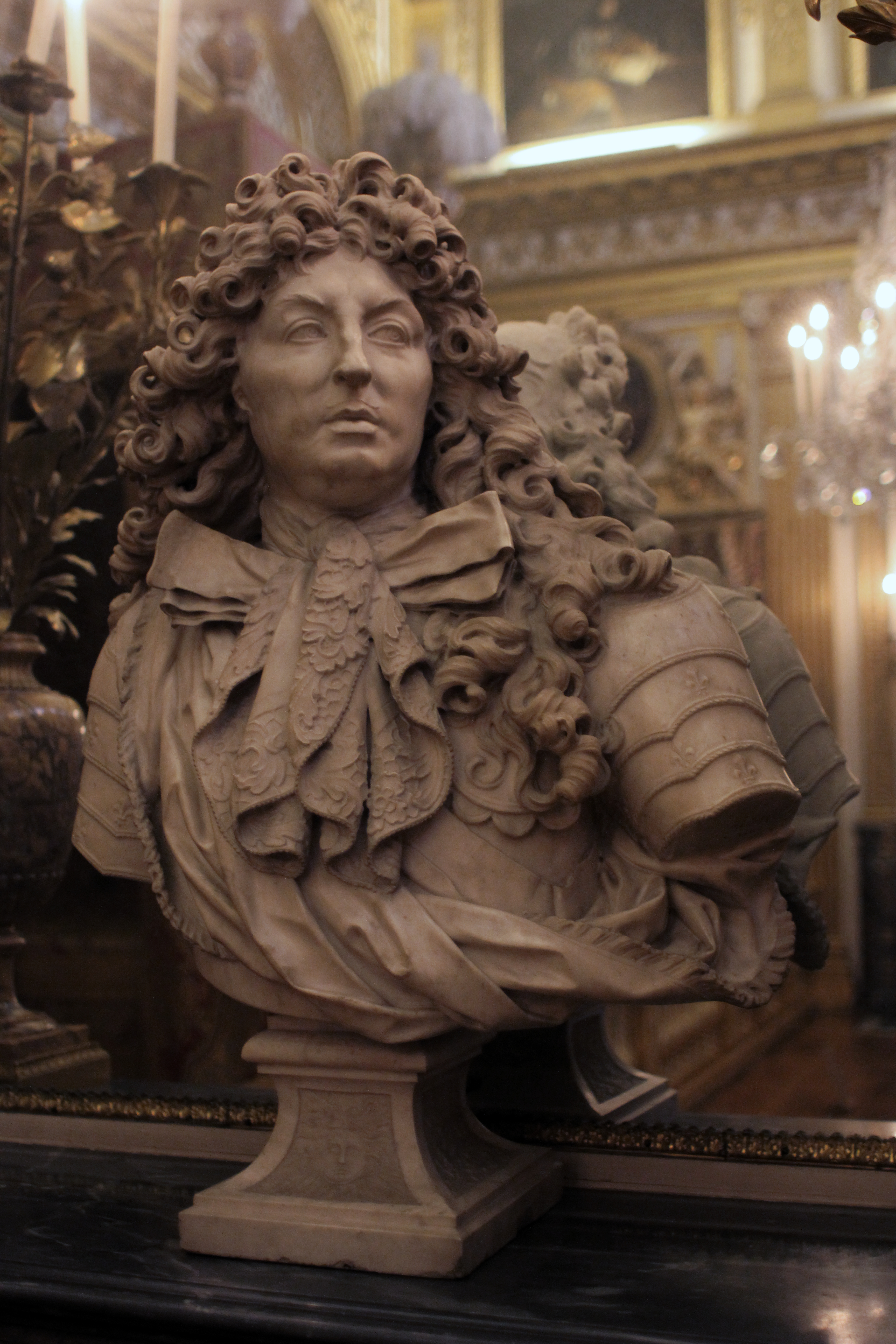
Bust de Lluís XIV a la Cambra del Rei.

1664: al mes de maig, es va celebrar la primera festa al palau.
1664-1666: Lluís XIV va prendre la decisió de reformar Versalles per poder passar-hi molts dies amb el seu Consell. Va decidir conservar el palau edificat per Lluís XIII, més per raons financeres que sentimentals. Louis Le Vau va triplicar la superfície del palau, que va ser decorat amb molt luxe reprenent el tema del Sol, omnipresent a Versalles. Els jardins, especialment apreciats per Lluís XIV, van ser ampliats i adornats amb escultures de François Girardon i de Le Hongre.

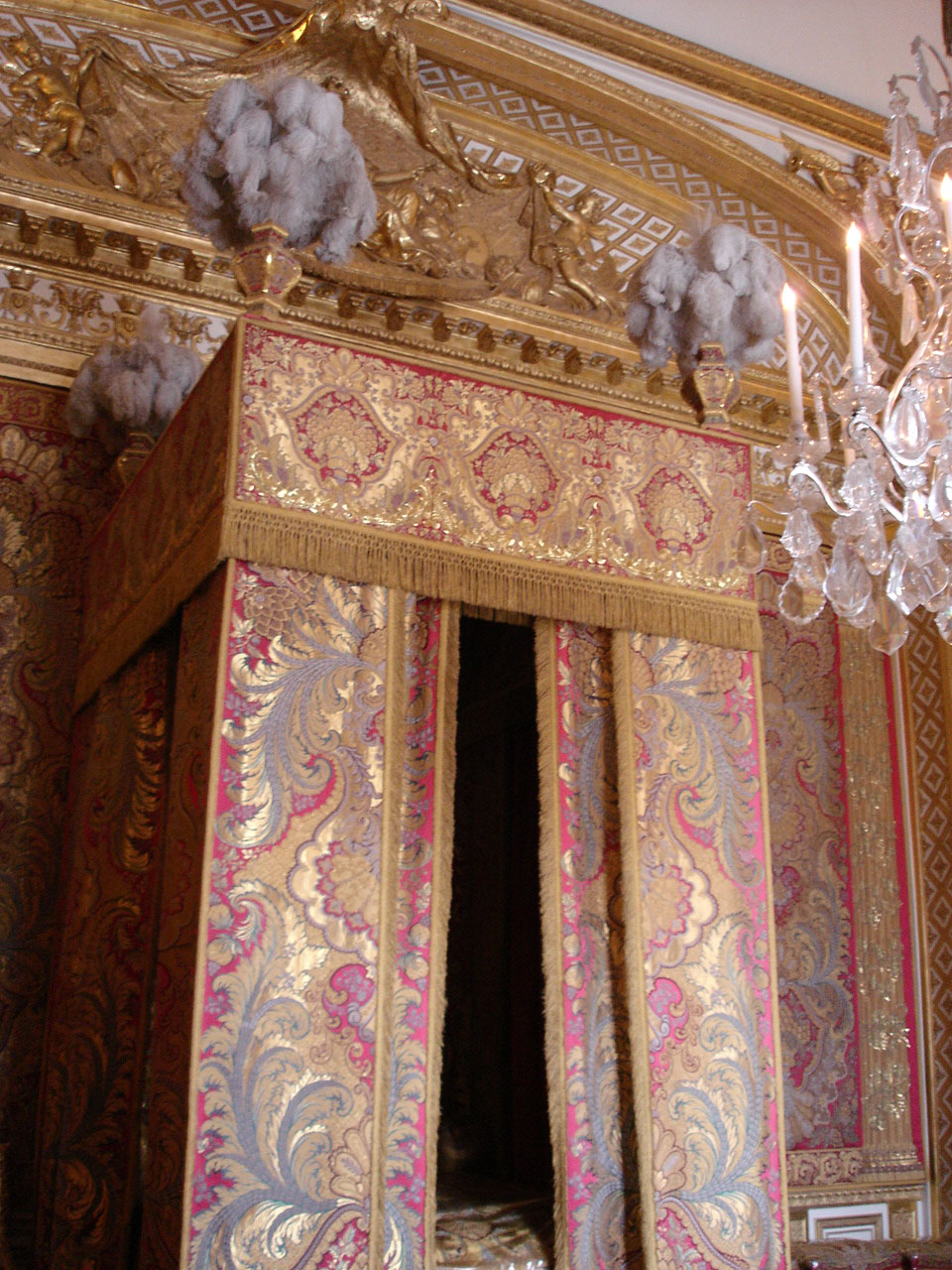
Cambra del Rei.

1665: es van instal·lar les primeres estàtues al jardí i es va construir la Gruta de Tethys. El primer hivernacle, el zoològic i la Gruta de Tethys no van resistir la prova del pas del temps.
1667: es va excavar l'estany del Gran Canal. Le Nôtre va dissenyar l'ampliació de l'ala central i es va fer càrrec dels jardins i els habitatges exteriors. Va col·laborar amb Francine, fill d'un enginyer italià, per a la construcció i les instal·lacions hidràuliques.
1668: es va celebrar la desena festa el 18 de juliol, en la qual es va donar a conèixer el nom de Versalles. Coneguda (la festa) amb el nom de "Gran divertiment Reial de Versalles", deixara empremta Molière per la seva creació: Georges Dandin o el marit confós, i Lully per la seva música. Durant les festes del 1664 i el 1668, els cortesans es van queixar de la incomoditat del petit palau perquè no van trobar lloc on dormir.
El rei, desitjant ampliar el palau, va confiar aquest treball a Le Vau, que va presentar diversos projectes. El primer d'ells suposava la destrucció del palau primitiu, que seria reemplaçat per un palau a la italiana. En el segon projecte es plantejava l'ampliació del palau, per la part del jardí, revestit de pedra. Seguint els consells de Colbert, el rei va optar per aquest segon projecte.

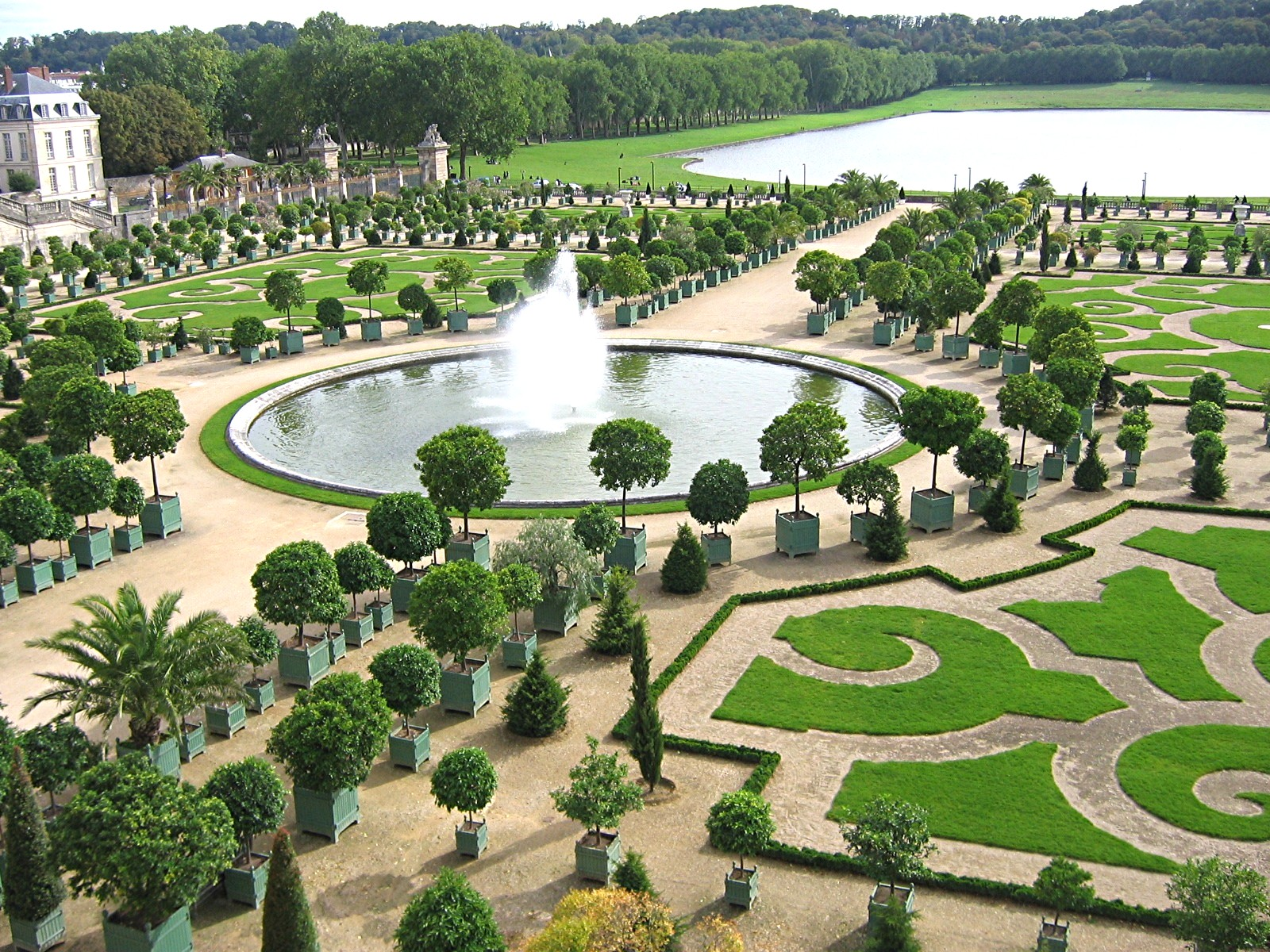
Jardins.

1668-1670: Le Vau va començar l'edificació del revestiment, que consistia en una segona construcció que envoltaria el primer palau. D'una part a una altra de l'antic palau, el Gran Departament del rei, al nord, el de la reina, al sud, van ser emplaçats simètricament. Una àmplia terrassa, enfront dels jardins, comunicava ambdues dependències. Momentàniament, es va conservar el palau de maó i pedra. Les façanes es van adornar amb columnes de marbre de Rance, balcons de ferro forjat i daurat i bustos sobre les balustrades. Les teulades portaven adorns i el pati va ser enllosat amb marbre. Els petits habitacles adjacents van ser elevats i units al palau de Lluís XIII per mitjà d'una sèrie de pavellons que formaven el pati d'armes, que es tancava amb una reixa daurada. A les antigues dependències es va construir un peristil de columnes coronades per estàtues. Les noves construccions van triplicar la superfície del palau.
L'11 d'octubre moria Le Vau, i Colbert va designar François d'Orbay per prosseguir amb les obres. Lluís XIV va veure el seu desig complert, el palau de Lluís XIII va romandre igual enfront del burg, però no va succeir el mateix pel que fa al jardí, ja que va quedar ocult després de les noves edificacions. Des de llavors es van distingir, perfectament, el Palau Vell de Lluís XIII i el Palau Nou de Lluís XIV, construït pel seu fill. El Palau Nou era un edifici fet en pedra, de concepció italiana. Les llargues façanes van ser puntejades i dividides a l'alt. A la façana oest es va construir una gran terrassa que unia el pavelló del rei (al nord) amb el de la reina (al sud). Le Vau es va inspirar en els models italians, però els volums, les proporcions i l'ornamentació van ser obra de l'esperit francès.
Al primer pis es van posar columnes jòniques, fornícules i altes finestres rectangulars (dissenyades per Mansart el 1669). Es va decorar amb escultures: estàtues en les fornícules i baixos relleus rectangulars sobre les finestres (desapareguts el 1679).
En el segon pis, o àtic, la decoració va ser d'estil corinti i es va coronar amb una balustrada.
1670: es va construir el Trianon de porcellana. Durant aquest període, els cortesans van edificar els seus xalets propers a la residència preferida del rei.
1677: Lluís XIV somiava fer un palau que deixés constància de la seva època. Els palaus del Louvre i de les Teuleries ja tenien l'empremta dels seus antecessors. La creació de Versalles responia a un desig polític i econòmic. Dirigint personalment els assumptes del regne i centralitzant l'administració, el rei volia agrupar, entorn d'ell, els ministres i els seus serveis. El monarca tenia intenció de fixar la seva residència a Versalles. Mansart va haver de dissenyar els projectes per a la instal·lació de la Cort.

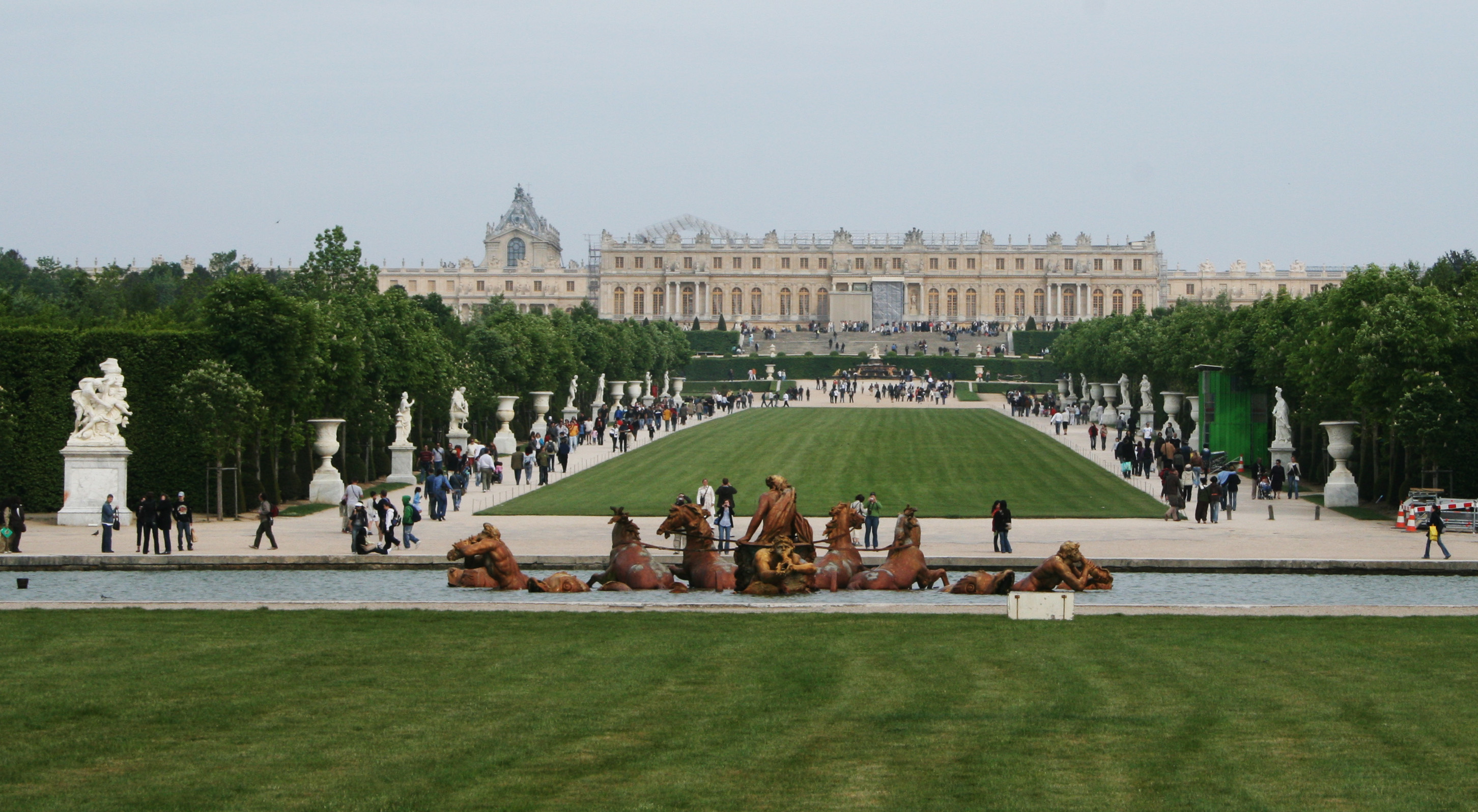
Palau i jardins

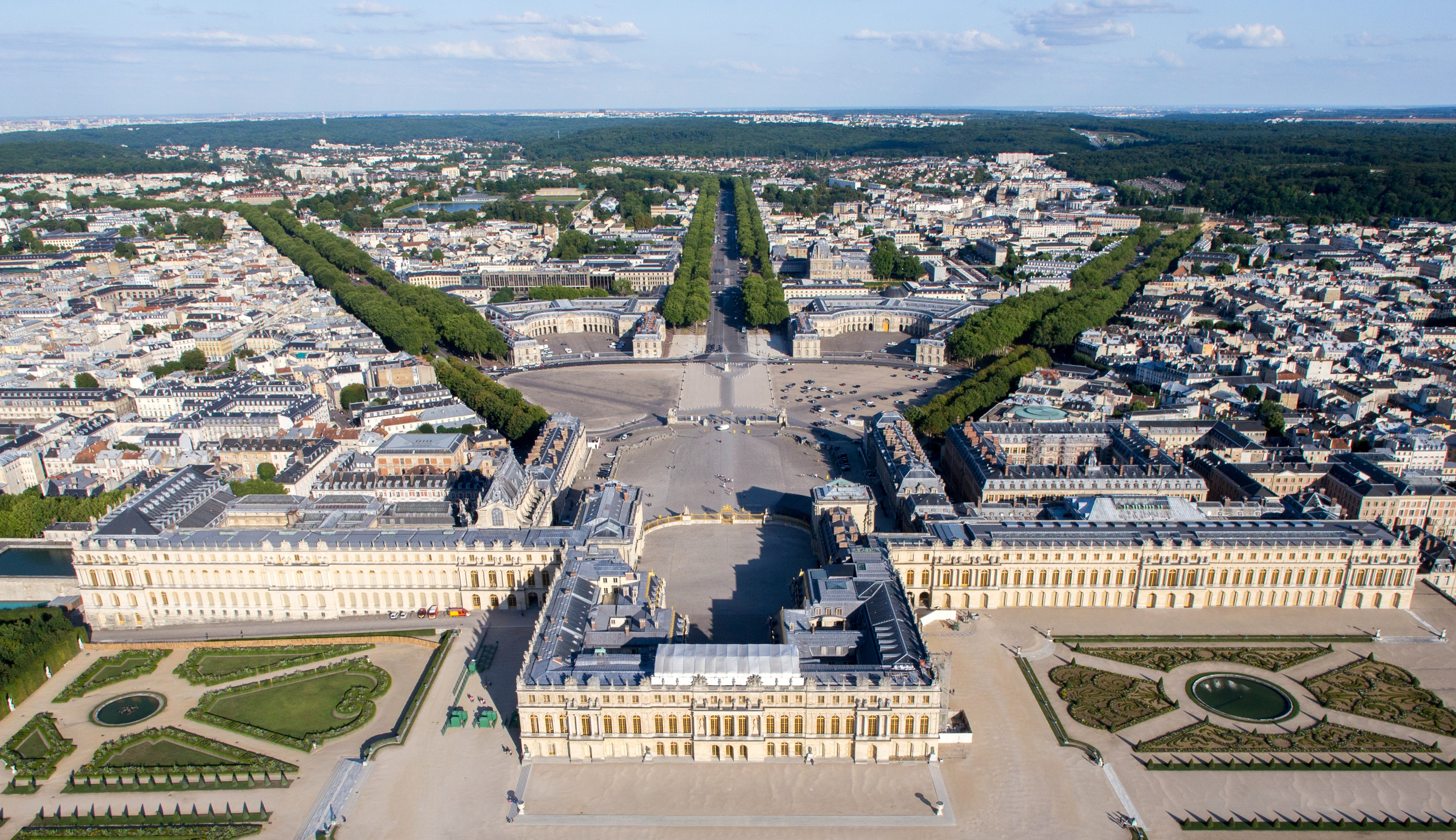
Vista aèria de Versalles

1678-1684: la Galeria dels Miralls, símbol del poder del monarca absolut, es va aixecar sobre l'antiga terrassa del palau nou. L'obra es va concloure el 1684. La decoració va ser confiada a l'equip de Charles Le Brun. Més tard el rei va voler construir a Versalles una de les seves grans galeries, molt de moda en aquells dies. Lluís XIV apreciava les llargues galeries del Louvre i de Fontainebleau, per les quals es podia passar i comunicar-se amb els altres departaments, es distingien per les seves valuoses decoracions. El rei havia fet instal·lar la Galeria d'Apolo al Louvre i al palau que havia fet edificar en Clagny per Madame de Montespan, la galeria Mansart que enlluernaria a tots els visitants.
La Gran galeria, limitada al nord pel Saló de la Guerra i, al sud pel Saló de la Pau, tenia 73 m de llarg, ocupant tota la façana oest del Palau Nou, i servia de comunicació entre els departaments del rei i de la reina. La creació de la Galeria dels Miralls va implicar noves reformes: el departament del rei va ser traslladat al Palau Vell, el departament del Sol es va convertir en el Gran Departament i va ser utilitzat per a les grans recepcions.
1678: es va començar la construcció de l'ala sud destinada a allotjar els cortesans. Mansart va projectar la construcció de dos immensos edificis que s'enquadrarien al palau de Le Vau pel nord i pel sud i per darrere d'aquest.
- Es va remodelar la façana que donava als jardins.
- Mor l'arquitecte François d'Orbay, al qui va succeir Mansart.
- Un gran mirall amb marc de bronze daurat, cisellat per Cucci, es va col·locar a la sala de banys i es van posar dues banyeres allargades de marbre blanc decorades amb bronze daurat.
- Es van començar els treballs de l'Estany dels Suïssos i la Font de Neptú i la construcció del nou hivernacle.

1679: la Galeria dels Miralls, el Saló de la Guerra i el de la Pau van reemplaçar la terrassa i els gabinets del rei i de la reina.
- Es va aixecar l'edifici central. Un rellotge, emmarcat per les estàtues de Mart, de Marsy, i d'Hèrcules, de Girardon, es van instal·lar a la nova façana.
- Mansart va començar la construcció d'una segona escala: l'Escala de la Reina. De l'Escala dels Ambaixadors només van quedar les portes per les quals s'accedia al Gran Departament, amb el bust de Lluís XIV i l'antiga nimfa.
- Acabades les dependències dels ministres, es va iniciar la construcció de les grans i petites cavallerisses, es va continuar amb la confecció dels jardins, que van ser enriquits amb noves estàtues i bosquets.

1681: Charles Le Brun va acabar la decoració dels Grans Departaments.
- La Màquina de Marly va començar a bombar l'aigua del Sena.
- Excavació del Gran Canal i l'estany dels Suïssos.
- Multiplicació dels bosquets i fonts als jardins amb la conducció de l'aigua. Aquests van donar pas als jardins que es van denominar, des de llavors, "jardins a la francesa". Les escultures més grans d'aquell temps van decorar l'espai amb estàtues de marbre i bronze.

1682: Lluís XIV, impacient, no va esperar a la finalització de les obres. El 6 de maig el rei va deixar Saint-Cloud i es va instal·lar definitivament a Versalles, que es va convertir, d'aquesta manera, en la residència oficial del rei de França. Un contemporani va descriure les condicions en què estaven les instal·lacions: "El setze de maig el rei va deixar Saint-Cloud per instal·lar-se a Versalles on desitjava estar des de feia temps, estava ple de paletes i Madame la Delfina es va veure obligada a canviar d'habitació perquè el soroll l'impedia dormir. El rei es va instal·lar en una residència en la qual només faltaven els treballs de decoració. La Galeria dels Miralls estava plena de bastides i per travessar-la era necessari utilitzar un passatge practicat entre les bigues."
Un dels grans problemes de Versalles va ser, sempre, l'allotjament dels cortesans. Versalles va ser el símbol del poder de Lluís XIV, lloc on es va instal·lar definitivament als 44 anys.
Versalles va viure llavors l'apogeu de la societat cortesana. Lluís XIV va transformar una noblesa bel·licosa i potencialment rebel en un grup mantingut per l'Estat en la persona del rei. El rei, que havia conegut durant la Fronda els perills d'una revolta de la noblesa, volia protegir tant a la persona reial com al govern. Es va encarregar de reduir el poder dels nobles.
El rei va establir unes regles de protocol rigoroses i complexes que van transformar tots els seus actes, fins i tot els més quotidians, en un cerimonial gairebé sagrat.
En l'acte d'aixecar-se o anar a dormir dels reis podia estar present un determinat nombre de persones, els més favorits tenien l'honor d'envoltar el rei per darrere de la balustrada, que aïllava el llit de la resta del dormitori, i prestar-li ajuda quan es vestia. Tots els actes de la seva vida estaven regulats d'aquesta manera, des del naixement de les princeses, que s'havia produït en públic (el que evitava qualsevol dubte sobre la seva legitimitat), fins als obsequis del rei que es regien per normes immutables.
Les relacions del rei amb les persones que podien aproximar-s'hi havien de realitzar-se amb tota solemnitat, ja fossin recepcions als ambaixadors, presentació de nobles i dames amb títol, o el rebut de felicitacions.
Per Europa, Versalles va ser el testimoni del poder de França i de Lluís XIV.
1683: en uns departaments, prohibits per a tot aquell que no estigués autoritzat, els arquitectes i els decoradors van habilitar uns gabinets i salons destinats a la conservació de les obres mestres i les col·leccions del rei. En les parets del Saló Oval, del Gabinet dels Quadres i del Saló de les Petxines en el qual s'exposaven tota classe d'objectes d'art i curiositats, penjaven els quadres de la col·lecció reial. Aquestes sales van formar part dels departaments de les col·leccions que acabaven en el "aló de les Medalles" Segons la descripció de Mademoiselle de Scudéry, aquest últim estava il·luminat per mitjà de dues aranyes de cristall de roca i en ell es podien veure:
- Uns grans gerros tallats adornats amb or i diamants
- Bustos i figures antigues
- Una nau d'or guarnida de robins i diamants (era la gran nau de Lluís XIV que va ser pintada en el plafó del Saló de l'abundància)
- Porcellanes de la Xina i del Japó
- Unes gerres d'àgata, maragdes, turqueses, jade d'Alemanya i d'Orient, de corall, etc.
- Unes figures grotesques de perles, maragdes, robins i àgata
- Quadres, miralls
- Estàtues d'animals antics
- Un gran vas de jaspi oval irregular que va servir per al bateig de Carles I

Una part d'aquests tresors va ser portada, per ordre de Lluís XV, al Saló de les Medalles de la Biblioteca de París, la resta es va perdre durant la Revolució francesa. La Galeria d'Apol·lo, al Louvre, guarda algunes de les peces de la col·lecció de Lluís XIV, gerres de cristall de roca o matèries precioses (jaspi, corall, etc.) i petits objectes de bronze.
El 1683 es va tancar a causa de la mort de Maria Teresa i de Colbert. La intendència dels edificis va passar a mans de Louvois, que no apreciava l'obra de Le Brun i va introduir Mignard a Versalles.
1684: el departament de les col·leccions es va ampliar amb l'annexió del departament de Montespan, transformant-se en una petita galeria que va decorar Mignard, qui va trobar l'ocasió de rivalitzar amb Le Brun. Mignard va pintar els plafons inspirant-se en el tema d'Apol·lo i de Minerva, va decorar així mateix els plafons dels dos petits salons de la galeria. El terra era de fusta de boix i les parets estaven cobertes de riques tapisseries. Com que la col·lecció d'obres mestres era considerable, els quadres s'anaven exposant de manera rotatòria. En aquest lloc el rei passava moltes estones contemplant el quadre de La Gioconda.
1685-1689: una veritable febre constructiva va donar pas a l'hivernacle, que va reemplaçar el que havia construït Le Bau. Es van plantar 3.000 arbustos i 150.000 plantes ornamentals cada any; les cavallerisses; el Gran Comú; i l'ala nord per als cortesans.
La construcció de les ales nord i sud va ampliar les façanes de Le Vau. Vistos des dels jardins, els tres edificis diferents componien un conjunt harmoniós. La façana mesurava 670 m. Els dos nous edificis acollien les habitacions de les princeses i els cortesans, les cavallerisses, les carrosses, els serveis generals i l'allotjament dels criats. La Gruta de Tethys va ser derruïda.
Dos anys després d'instal·lada la cort, 35.000 obrers i 6.000 cavalls es van sumar a les diferents obres de Versalles. Es va aixecar un turó per consolidar els 680 m de longitud del palau. Es va plantar un bosc sencer. Mansart va coordinar tots els treballs. La factura total va ascendir a uns 80 milions de lliures.
La zona de Versalles es va transformar en una veritable vila que es va construir al voltant del palau i dels jardins. Els 5.000 cortesans van edificar unes petites residències en les quals es van allotjar els seus servidors i les seves pertinences. Tavernes i posades van contribuir a donar-li vida a una població que no cessava de créixer; tenia 70.000 habitants abans de la Revolució.
1686: Le Brun va acabar la decoració de la Galeria dels Miralls. Va tenir lloc l'audiència dels ambaixadors del rei de Siam.
1687: el rei es va cansar del Trianon de porcellana. Mansart va edificar en el mateix lloc un petit palau de marbre i pòrfir: el Gran Trianon. Lluís XIV va vigilar tant de prop els treballs que semblava ser el veritable arquitecte de l'obra.
1689: al nou Versalles, s'accedia als departaments de la reina per mitjà d'una escala de marbre anomenada l'Escala de la Reina. El replà donava accés a les dues sales de la Guàrdia de Corps, després hi havia l'Avantcambra, el Gran Gabinet i la cambra que donava al Saló de la Pau. Aquest conjunt componia la façana sud edificada per Le Vau.
Els nous departaments del rei es van edificar al voltant d'un pati anomenat la Cort de Marbre. Els departaments oficials anomenats Departaments del Rei ocupaven les ales sud i oest del palau de Lluís XIII, i el Departament Interior era a l'ala nord. El departament del rei estava compost per set peces, l'última de les quals s'unia amb el Departament Interior. Al centre del palau es va instal·lar el Saló del Rei (futura cambra de Lluís XIV), i acabava amb el Gabinet del Consell i el Gabinet de les Thermes o De les Perruques (dues estances col·locades on hi ha el Saló del Consell).

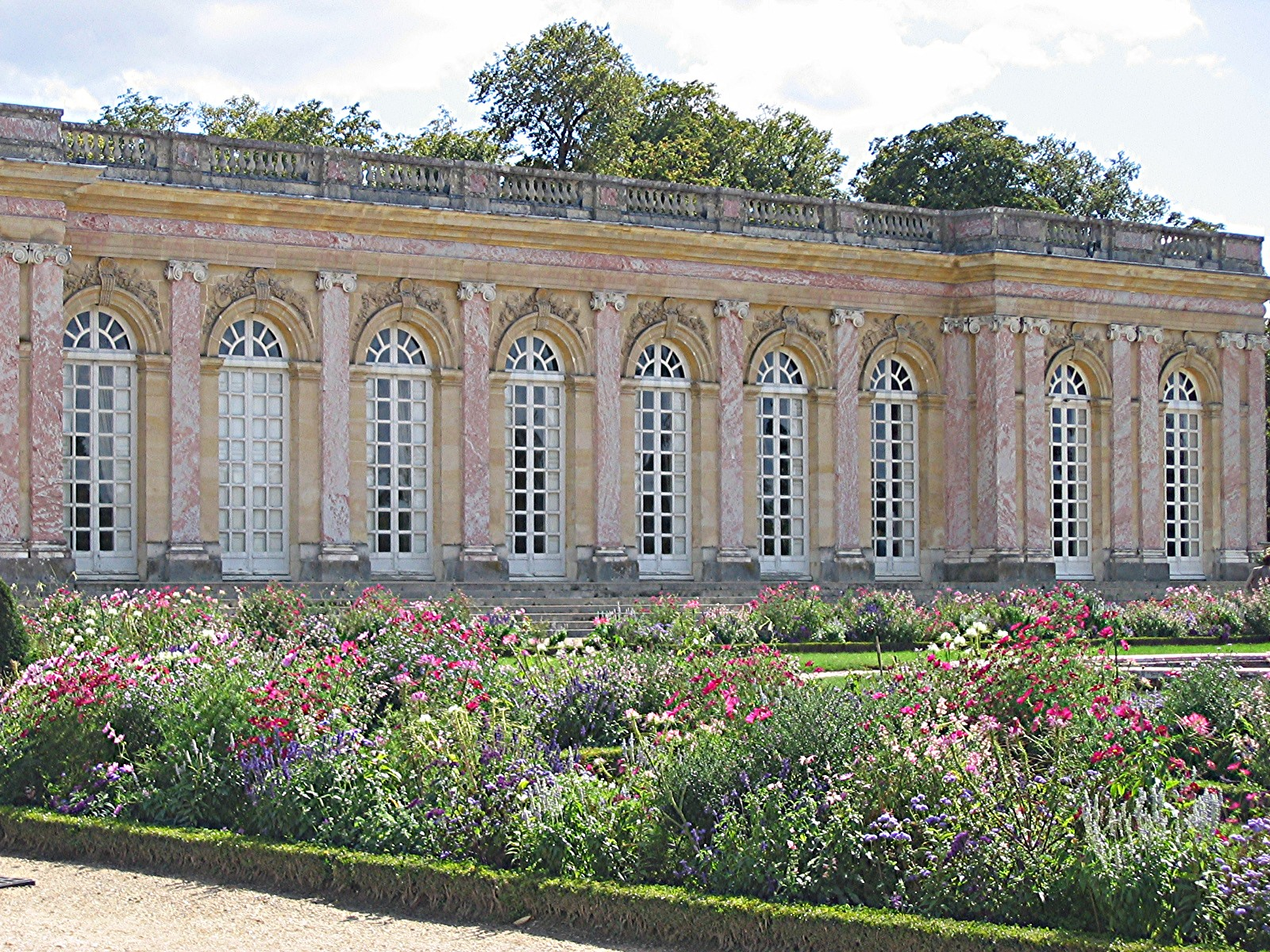
Gran Trianon

1701: transformació dels Departaments del Rei. La cambra del rei es col·locà en el centre del palau. L'avantcambra i la cambra del 1689 van ser unides per formar la Cambra de l'ull de bou. Aquestes estances van ser magníficament moblades i cobertes amb tapisseries.
1710: es va acabar la construcció de la Capella Reial edificada per Robert de Cotte, que assenyalaria la fi del regnat de Lluís XIV. Les proporcions del palau i la seva decoració van ser una de les joies del seu regne.
1715: el 19 de febrer Lluís XIV, que portava un hàbit de setí constel·lat de diamants, va rebre els ambaixadors de Pèrsia a la Galeria dels Miralls.
A últims del mes d'agost, una multitud desacostumada es va endinsar, en silenci, en els departaments del sobirà. La cort de França va acudir a presenciar la mort del rei i retre-li honors en una última cerimònia.

## Lluís XV

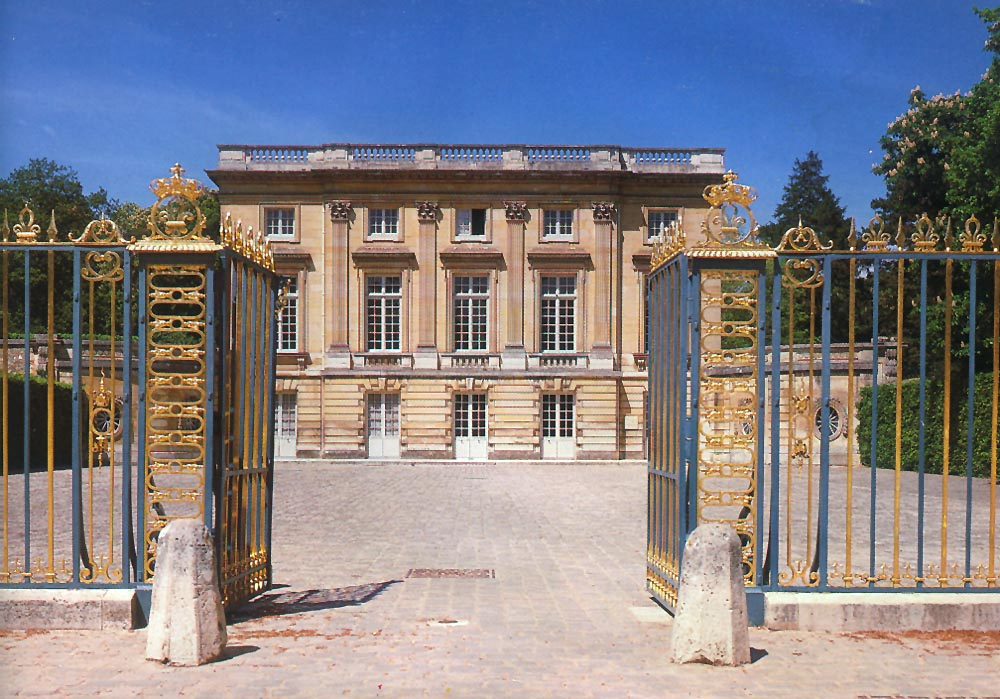
Petit Trianon

1715: el nou rei era un nen, el seu tutor, Felip III d'Orleans (anomenat el Regent, primer de Lluís XV) va abandonar Versalles el 9 de setembre i es va instal·lar a la seva residència parisenca del Palau Reial, i la cort es va instal·lar a les Teuleries. Durant la seva regència, va intentar demolir Versalles.
1717: Pere el Gran, tsar de Rússia, va visitar Versalles i va residir al Gran Trianon.
1722: als 12 anys Lluís XV va tornar a Versalles i es va instal·lar en els departaments de Lluís XIV.
El nou sobirà va voler que es respectessin les tradicions de Versalles. El temps de les grans construccions havia acabat i el palau no va trobar la lluentor dels anys de Lluís XIV. Lluís XV no sentia un especial interès pel palau de Versalles. Quan residia en ell preferia refugiar-se en els petits departaments, en els àtics o sota dels Grans Departaments. Però la major part del temps romania al Trianon o a Fontainebleau, i fins i tot en les petites residències properes a París.
Les primeres reformes van consistir en:
- Demolició de les Estances dels Banys i l'Escala dels Ambaixadors
- Construcció del saló d'Hèrcules (el plafó de F. Lemoyne), de l'Òpera i del Petit Trianon.
- Transformació dels Departaments del Rei, de la reina i de les princeses de la família reial.

Per transformar i adaptar les estances als gustos de l'època i fer-los més confortables, Ange-Jacques Gabriel es va fer càrrec de les reformes.
La nova Administració dels edificis va encarregar la decoració de la gran sala (Saló d'Hèrcules) a Robert de Cotte que va dirigir els treballs seguint els projectes elaborats durant els últims anys del regnat de Lluís XIV. Les parets van ser recobertes amb el marbre escollit per Lluís XIV i es van decorar amb quadres de Paolo Veronese. François Lemoine va voler rivalitzar amb Veronese pintant L'apoteosi d'Hèrcules. El Saló d'Hèrcules comunicava amb els Departaments del Rei i amb el vestíbul de la capella. Més tard, Gabriel va reemplaçar l'Escala dels Ambaixadors per una nova escala que acabava en aquesta sala.

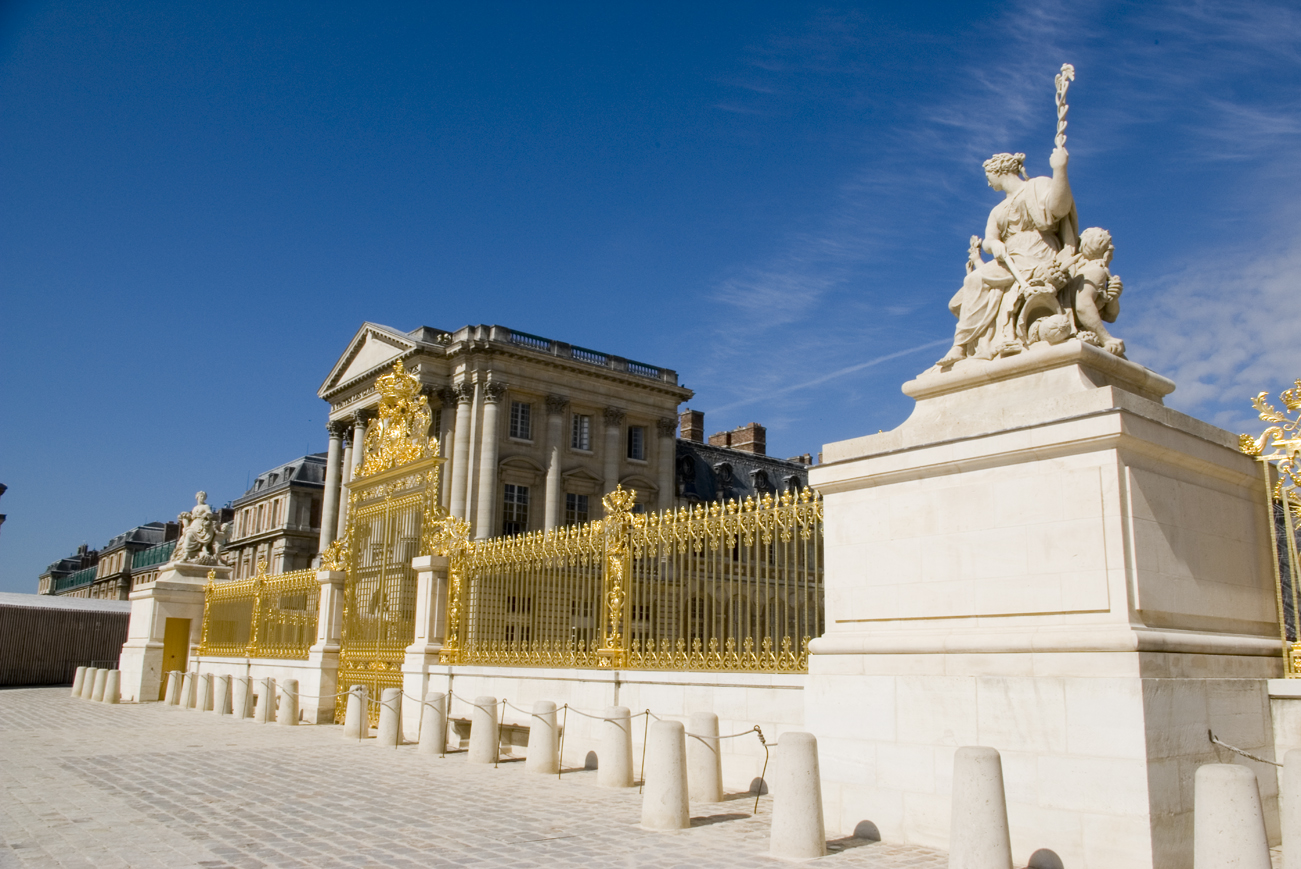
La reixa de l'entrada principal

1729: es va començar la nova decoració de la Cambra de la Reina. Robert de Cotte va recobrir el contorn amb nova fusteria.
1735: es va acabar la decoració de la Cambra de la Reina realitzada per Gabriel pare i fill.
1736: inauguració del Saló d'Hèrcules.
1738-1760: les sales del departament de les col·leccions de Lluís XIV van ser constantment reformades. Els treballs van començar el 1738 amb la creació del dormitori reial privat, i es van acabar el 1760.
1752: es van demolir les Escales dels Ambaixadors, de la Petita Galeria i del Gabinet de les Medalles. En el seu lloc es va construir un departament per a la major de les filles de França: Madame Adélaïde.
1755: la segona transformació va consistir a unir l'antic Gabinet del Rei (o del Consell) amb el Saló de les Termes (o de les Perruques), per formar el Saló del Consell. Jules Antoine Rosseau va esculpir la fusteria daurada. Gabriel va utilitzar una part dels antics panells per decorar les parets. En el segon pis es van construir els gabinets del rei. En aquesta part del palau no es va daurar ni es va acolorir la fusteria. Es van emprar colors vius i alegres per les estàtues, pintades segons les tècniques elaborades per Martin, l'inventor del famós "vernís Martin". L'element essencial d'aquest departament va ser la petita galeria aixecada sobre el pati de marbre. Els quadres de Boucher, Carle Van Loo, Lancret, Pater i Parrocel adornaven les parets de fusta acolorida.
Durant tota la seva carrera Gabriel va haver de fer front als problemes d'allotjament que se li van presentar: la reina va tenir vuit fills. Per allotjar totes les princeses en uns apartaments dignes del seu rang, Gabriel va dur a terme múltiples treballs. Les princeses van canviar, durant aquest temps, l'ala sud a l'ala nord i al primer pis del cos central de l'edifici. Aquests canvis successius van fer desaparèixer la Sala de Banys, l'Escala dels Ambaixadors, i es va clausurar la Galeria Basse. Aquestes estances van ser destruïdes per ordre de Lluís Felip. Algunes de les esplèndides fusteries es van salvar d'aquesta destrucció i són testimoni del luxe en què vivien les princeses.

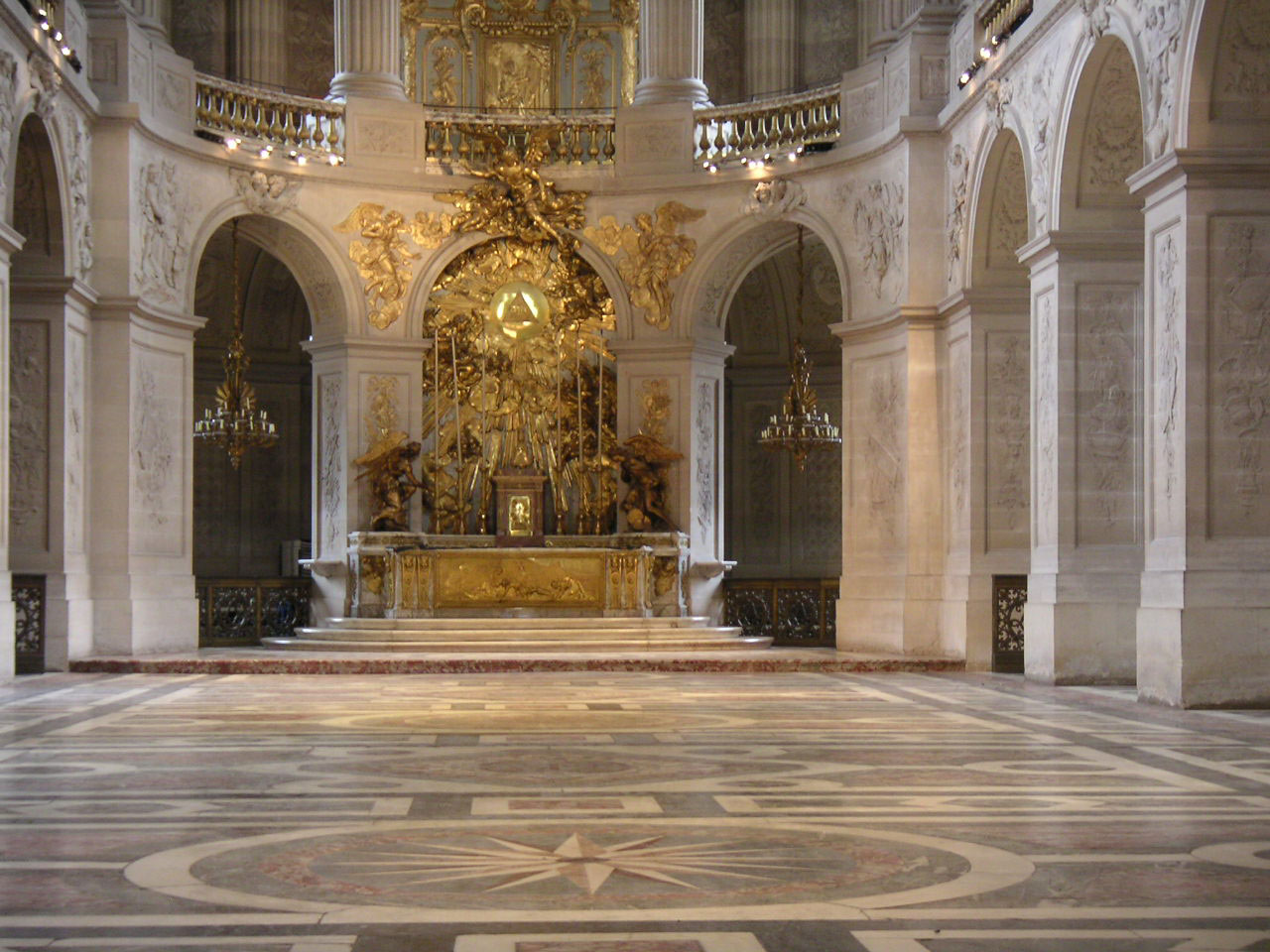
Capella Reial

D'acord amb la tradició establerta per Lluís XIV, el delfí i la seva esposa van prendre possessió dels departaments del pis baix sota del Departament de la Reina i la Galeria dels Miralls. Al segle xix es va destruir tot aquest conjunt. Només es va conservar la Cambra del Delfí i la biblioteca.
En els últims anys de Lluís XV, es van crear la Sala d'Espectacles (o de l'Òpera Reial). La sala d'espectacles creada per Lluís XIV a la Cort de les Princeses era petita i incòmoda i no servia per a les noves modes. Madame de Pompadour, per distreure el rei, va reunir un petit grup de comediants escollits entre els seus amics i en el qual participava ella mateixa. Aquest petit grup tenia dos teatres a la seva disposició, teatres provisionals i desmuntables instal·lats a la petita galeria i en el buit de l'Escala dels Ambaixadors, que resultaven massa petits per als espectadors i insuficients per a les necessitats de la cort.
En construir l'ala nord, Lluís XIV va pensar a edificar un gran teatre per l'òpera, però l'estat de les finances a finals del seu regnat no l'hi ho van permetre. Lluís XV va reprendre el seu projecte i l'òpera es va poder inaugurar amb motiu del casament del seu net i delfí, amb l'arxiduquessa Maria Antonieta.

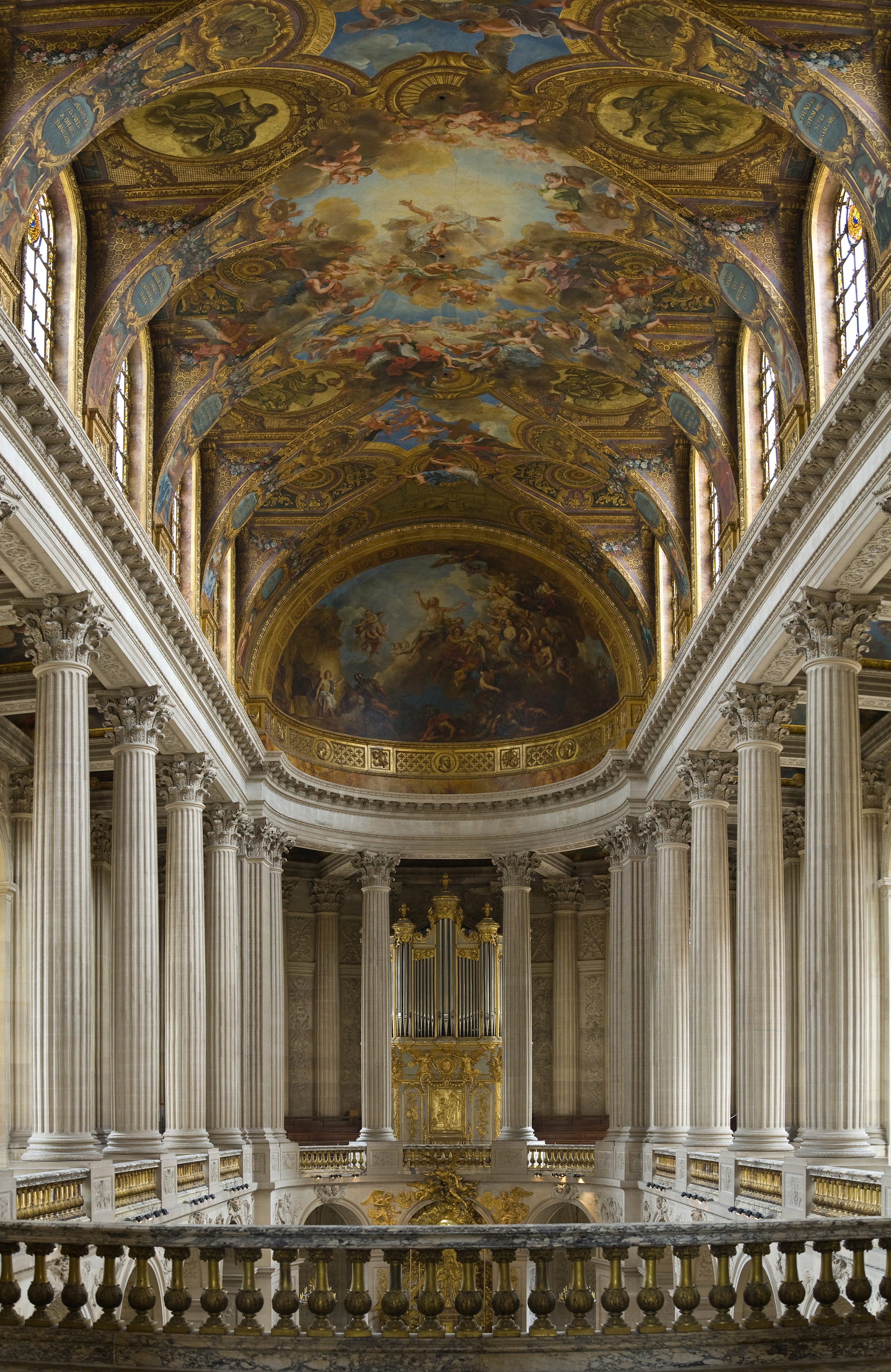
Capella Reial des de la tribuna.

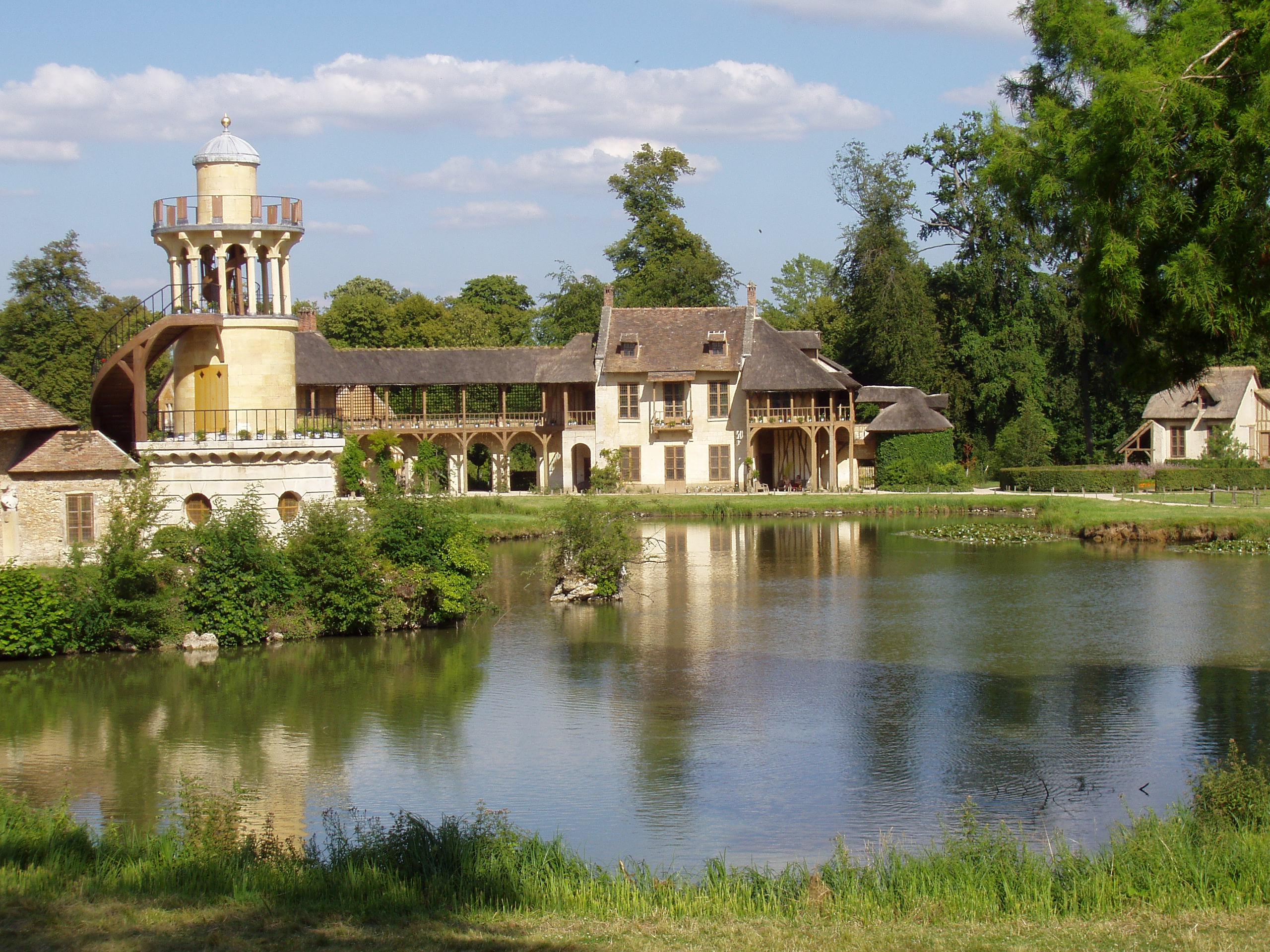
Vista parcial de la granja de la reina.

1761-1768: Ange-Jacques va edificar el Petit Trianon.
1769: la princesa Adélaïde va reformar el seu apartament unint-lo al de Lluís XV. Les dues peces més importants d'aquest departament interior van constituir la nova cambra del rei i el seu gabinet interior.
Durant la segona part del regnat de Lluís XV, es van posar en marxa els projectes de construcció de les façanes amb vistes a la vila.
1770: el 16 de maig va tenir lloc el matrimoni del delfí (futur Lluís XVI) amb Maria Antonieta d'Àustria, que es va celebrar a la Capella Reial. Aquest mateix dia es va inaugurar el teatre de l'Òpera Reial.
1772: van començar les obres del gran projecte, que mai van ser acabades però van donar pas a la construcció de l'Ala Lluís XV. A l'interior es van iniciar les obres de la gran escala, anomenada Gran Escala, la construcció es va finalitzar el 1785. Al final de l'Antic Règim, el palau era la residència reial més luxosa de tot Europa.
Mentre Gabriel seguia amb la seva obra, la vida de la cort també seguia el seu curs, sempre brillant i sumptuosa, balls, festes... La distracció favorita d'aquest segle era el teatre. Voltaire va ser molt apreciat per les seves tragèdies i la seva prosa, i Madame de Pompadour va ser una bona ambaixadora d'aquests actes.
Lluís XV va ser el responsable de la destrucció de molts dels esplèndids edificis de l'època de Lluís XIV, però a l'interior del palau es van crear unes magnífiques decoracions. Els jardins i, en particular el Trianon, es van enriquir amb l'edificació del Pavelló Francès i el Petit Trianon.

## Jardins
Els jardins de Versalles s'estructuren a partir d'un eix longitudinal que parteix del palau en direcció al gran canal construït entre els anys 1666 i 1674, en forma de creu amb una amplada de 62 m i una llargada de 1800 m el tram longitudinal, i 1500 m el transversal. En aquest eix central hi ha una natura racionalitzada i simètrica. A ambdós costats d'aquesta apareix la natura domesticada amb els “bosquets” i espais lúdics on un cert ordre trenca els espais verges reordenant-los. Finalment, i ja fora de l'espai controlat per l'arquitectura del palau apareix la natura salvatge, que dona pas a altres espais arquitectònics entre ells el Trianon de Marbre (1688), més tard conegut com a Gran Trianon, construït per a l'antiga amant i després esposa de Lluís XIV, Madame de Maintenon. Fou projectat per Jules Hardouin-Mansart amb jardí de Le Nôtre. Altres espais omplen el territori del conjunt versallesc, entre els quals destaquen el Temple de l'Amor (1775), obra de Richard Mique amb la figura central de Cupido; el Petit Trianon (1762-1767) d'Ange-Jacques Gabriel, i el Llogaret (hameau), caprici de Maria Antonieta, esposa de Lluís XVI, construït l'any 1683, sis anys abans de la Revolució Francesa. Seguint l'eix longitudinal hi ha dos parterres d'aigua dissenyats per Jules Hardouin-Mansart, la font de Latona, quatre bosquets amb les fonts al·legòriques a les estacions; la columnata també obra de Jules Hardouin-Mansart, originalment amb el grup escultòric El rapte de Prosèrpina, de François Girardon; l'Estany d'Apol·lo i el Gran Canal.
La prefiguració dels jardins de Versalles que André Le Nôtre va dissenyar a l'entorn del palau, ja apareixia en els projectes del jardí del palau de Vaux-le-Vicomte, encomanat per Nicolas Fouquet. En el seu espai central, aquest arquitecte de jardins experimenta amb la natura racionalitzada, així, va talar tot un bosc per tornar a construir un nou paisatge. Aquest tipus d'ordenació serà imitada a tots els jardins europeus de finals del segle xvii i al llarg del segle xviii, des de Torí fins a Viena i Sant Petersburg. Lluís II de Baviera va copiar en petita escala el palau i jardins de Versalles al seu palau de Linderhof, a prop de Múnic.

## Lluís XVI
Durant el regnat de Lluís XVI, es van dur a terme diverses edificacions en el Petit Trianon. La coneguda com a Granja de Maria Antonieta, durant 1777-1778 es va construir el Belvedere i el Temple de l'Amor, ambdós decorats per Deschamps. El mateix Deschamps, decoraria de nou el Teatre de la Reina, construït el 1779.
Fora del Petit Trianon, el 1778, s'arreglen les façanes del palau que donen al costat del parc, embellint amb escultures. El 1787, es decora el Pavelló de la Llanterna i el 1786 la Porta de Sant Antoni.

## Després de la Revolució

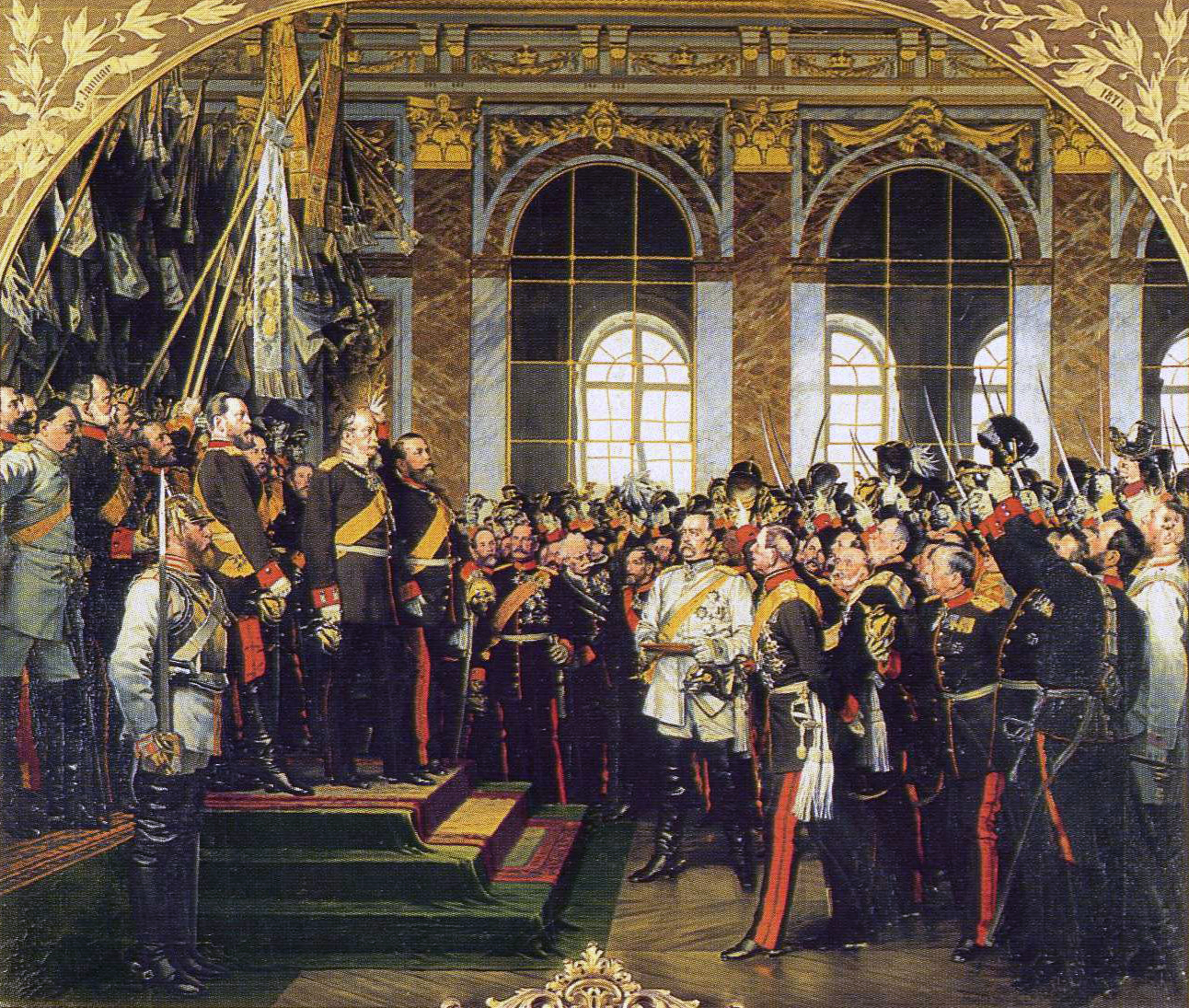
"Proclamació del II Imperi Alemany, 18 de gener de 1871".

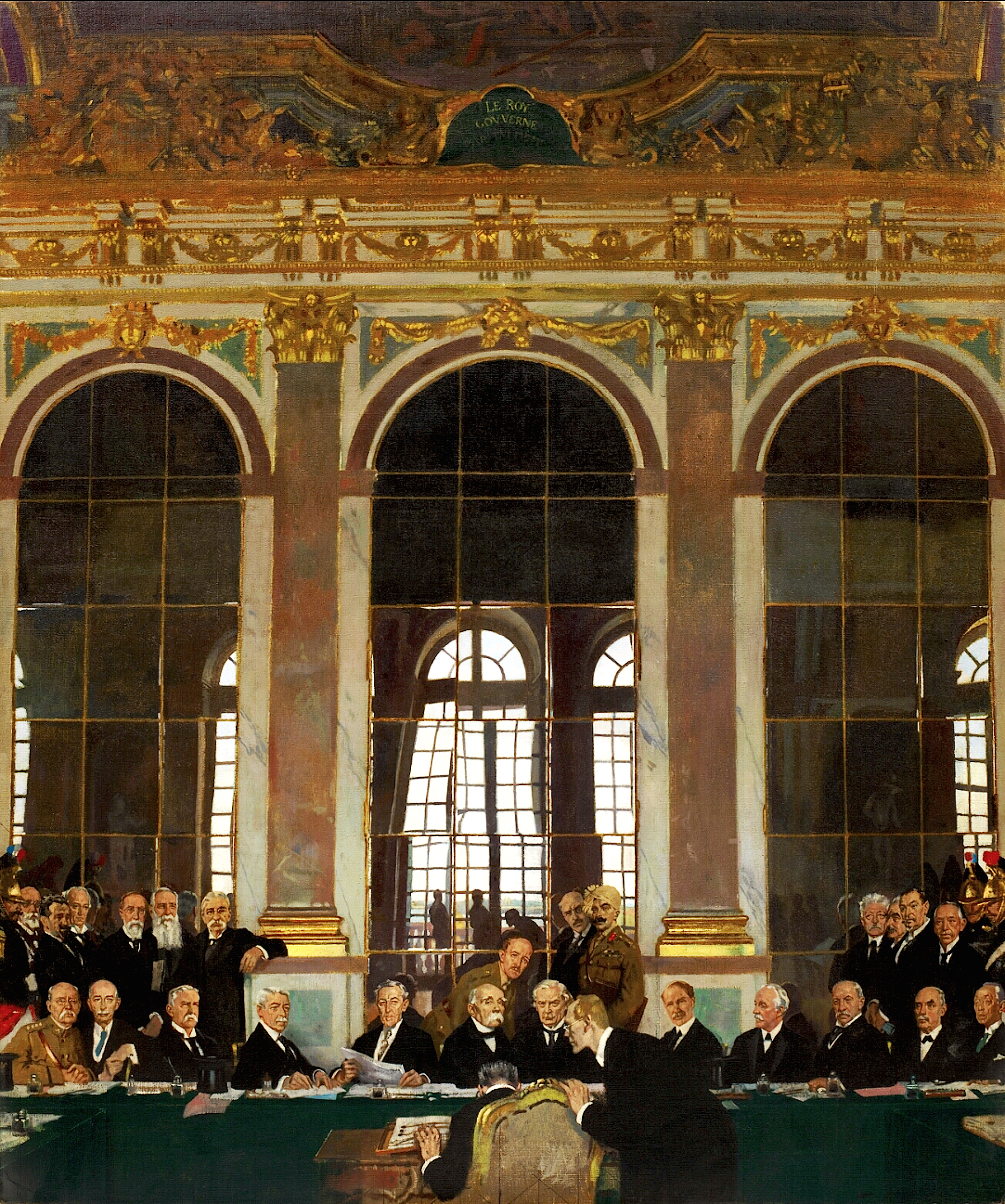
“La Signatura de la Pau, a la Galeria dels Espills, Versalles, 28 de juny de 1919”.

Versalles va viure l'apogeu de la França dels Borbons, però també la seva destrucció: a Versalles es van establir els Estats Generals des del 1789 fins al 6 d'octubre. En aquesta data, el palau va ser pres pel poble i el rei i la seva família obligats a traslladar-se a París. Des de llavors Versalles va quedar buit. El 1792, després de la caiguda de la monarquia, va ser saquejat. Napoleó va acaronar durant un temps la idea de convertir-lo en el seu palau imperial, però Versalles ja no s'utilitzarà fins al retorn de la monarquia. Lluís Felip va encarregar al seu ministre la conversió del palau en museu: d'aquesta època data la dedicatòria de les façanes: "A totes les glòries de França".
Versalles ja només es va utilitzar de forma episòdica o anecdòtica. El palau va ser la caserna general de l'exèrcit prussià el 1870 durant el setge de París. L'emperador alemany va ser coronat el 18 de gener del 1871 a la Galeria dels Miralls. En ell es van refugiar, durant la Comuna de París, Adolphe Thiers i el seu govern, asseient-se en el gegantí hemicicle, en les butaques color bordeus fins al 1879. Després va ser el centre de les eleccions presidencials de la III i la IV República. Es va decorar amb grans frescs que evocaven la guerra, l'agricultura, el comerç, la indústria i la pau. El Tractat de Versalles es va signar el 28 de juny de 1919, que va posar fi a la Primera Guerra Mundial.
Actualment Versalles és un palau nacional al servei de la presidència de la República. En ell es reben els caps d'Estat estrangers.
Lloc simbòlic, el palau de Versalles va ser objecte d'un atemptat el juny del 1978. La bomba posada pels nacionalistes bretons va destrossar una dotzena de sales.
D'altra banda, Versalles, després de la III República, va servir com a lloc de reunió del Congrés del Parlament. Els assembleistes disposaven d'uns trenta departaments que ocupaven una superfície de 7.000 m² a l'ala sud.
Des del 1875 prop de 25.000 m² d'estances, principalment situades a l'ala sud (inclosa la Galeria de les Batalles) van ser adjudicades al Parlament, dos terços per a l'Assemblea Nacional i un terç per al Senat. Aquesta adjudicació es va formalitzar mitjançant una llei el 22 de juliol del 1879, relativa a la seu del poder executiu i les cambres de París. Aquesta adjudicació és coherent amb el projecte de remodelació del palau, denominat "Projecte del Gran Versalles". D'altra banda, el senat ha rebutjat a través d'una esmena una proposta realitzada per Jean-Louis Debré de restitució de la sala de les sessions del Congrés, considerat com "un lloc de memòria de la història parlamentària del nostre país ".

## Els museus
Els museus del palau de Versalles van ser creats el 1837 per Camille Bachasson, comte de Montalivet, per ordre de Lluís Felip i són coneguts com a Museu de la història de França.
Constitueixen, amb els seus 18.000 m² el museu més gran de la història del món. El museu conté un recull de quadres reunits o encarregats per Lluís Felip i estan organitzats per sèries històriques. Per a la seva exposició, alguns departaments van ser transformats en sales de museu.
Actualment, el Museu de la història de França és a les ales, mentre que la part central (a excepció del pis baix), els Grans Departaments, les estances privades i els departaments de la família reial han estat restaurats i es poden veure tal com eren quan estaven ocupats pels reis.
La conservació de Versalles és costosa, especialment pel que fa a les seves immenses teulades, però el turisme, així com els donatius, completen la subvenció de l'Estat pel seu manteniment.

## Estances

### Galeria dels miralls

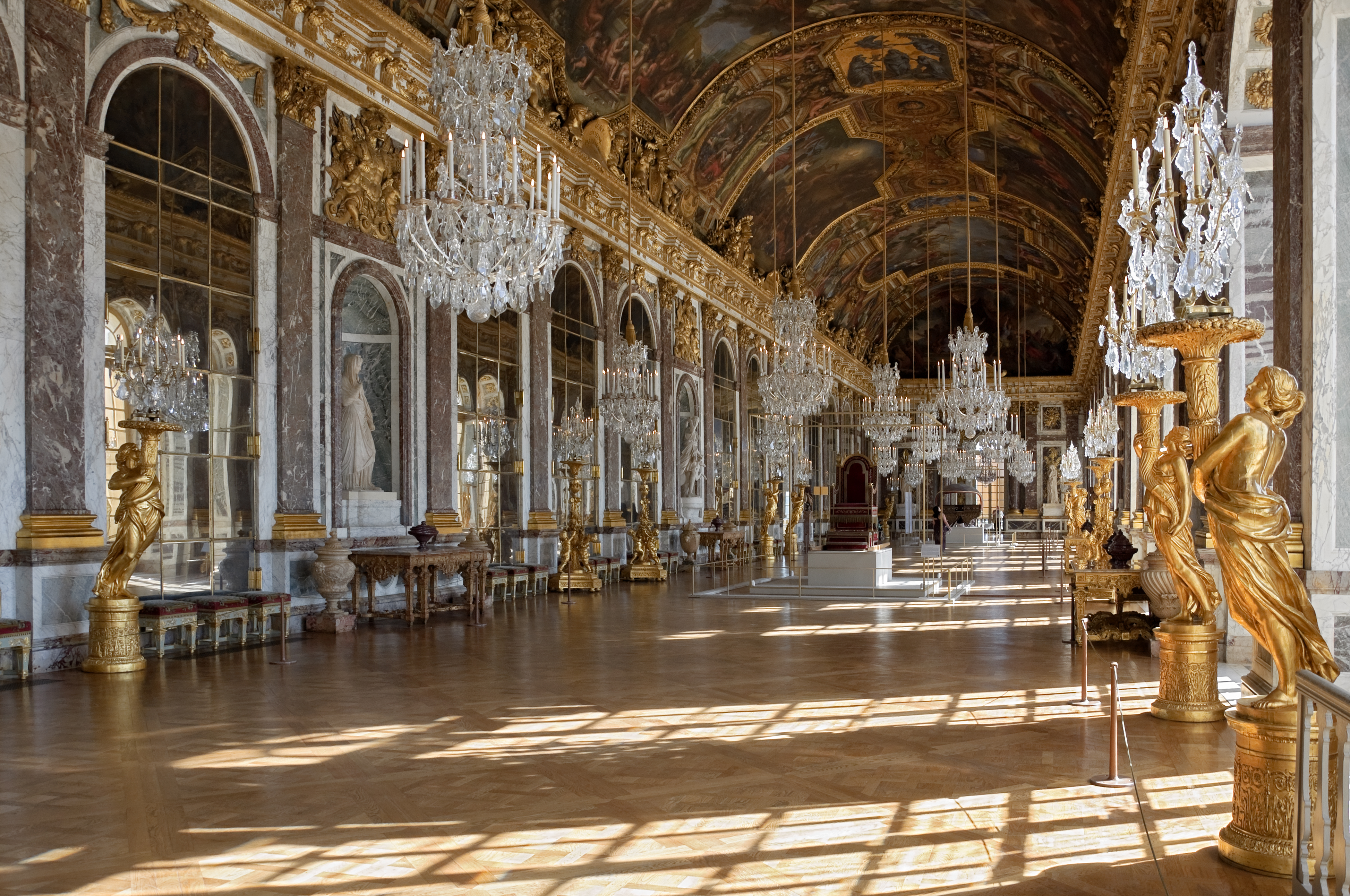
Galeria dels miralls

La Galeria dels miralls, anomenada encara Gran galeria, és una galeria sumptuosa destinada a enlluernar els visitants. És una de les joies del palau de Versalles. Concebuda per l'arquitecte Jules Hardouin Mansart, es va construir entre el 1678 i el 1684, reemplaçant una terrassa de Louis Le Vau que unia les dues ales del palau amb la façana de l'Oest.
D'estil barroc té una longitud de 73 per 10,50 metres d'amplada. Disset finestres proporcionen la llum que es reflecteix en 357 miralls posats cara a cara. Aquesta galeria va ser un esdeveniment en el segle xvii perquè, per primera vegada, un es podia contemplar de cos sencer. La galeria va representar, així mateix, un luxe impressionant tenint en compte que, en aquell temps, un mirall resultava molt car.
Les parets estaven decorades amb pintures de Charles Le Brun en què es representava el regnat de Lluís XIV. En principi estava decorat amb mobiliari i nombroses estàtues, coses que van desaparèixer durant la Revolució.
La Galeria dels miralls va ser el magnífic escenari per a molts dels grans esdeveniments ocorreguts en el curs dels segles, com el matrimoni de Maria Antonieta amb el delfí, la proclamació, el 18 de gener del 1871, de l'Imperi Alemany, la signatura del Tractat de Versalles, que va posar fi a la Primera Guerra Mundial el 28 de juny del 1919, etc.
Les disset finestres ogivals estan emmarcades per altres tantes arcades amb miralls, separades per unes columnes de coure rematades, alternativament, per un cap d'Apol·lo i del Lleó de Nemea.
Els capitells de les pilastres de marbre de Rance, sobre un fons de marbre blanc, estan adornats amb una flor de lis i galls gals. Els trofeus de bronze daurat, que adornen els entrepanys de marbre verd de Campos, van ser cisellats per l'orfebre Ladoireau.
Els vuit bustos dels emperadors romans, de marbre i pòrfir, acompanyen vuit estàtues, set d'elles antigues, representant Bacus, Venus, la Pudícia, Hermes, Venus de Troas, Urà i Nemesis. L'última, una Diana de René Frémin, que es va fer per als jardins de Marly, va ocupar el lloc de la cèlebre yaiza de Versalles, actualment exposada al Louvre.
El juliol del 2004 es va començar la restauració de la Galeria dels Miralls que acabà el maig del 2007. El seu cost, de l'ordre de 12 milions d'euros, és a càrrec de la Societat Vinci